# Miagrammopes albomaculatus
Miagrammopes albomaculatus là một loài nhện trong họ Uloboridae.
Loài này thuộc chi Miagrammopes. Miagrammopes albomaculatus được Tord Tamerlan Teodor Thorell miêu tả năm 1891.